# Чемпионат СССР по лёгкой атлетике 1988
Чемпионат СССР по лёгкой атлетике 1988 года проходил с 4 по 7 июля в Таллине на стадионе «Кадриорг». В программу чемпионата были включены только бег на спринтерские дистанции (до 400 метров включительно), прыжковые дисциплины и легкоатлетические метания. Чемпионы страны в беге на средние и длинные дистанции, спортивной ходьбе и многоборьях определились 30 июля — 2 августа в Киеве на Республиканском стадионе. Соревнования являлись финальным этапом отбора в сборную СССР на XXIV летние Олимпийские игры в корейском Сеуле. Были разыграны 40 комплектов медалей (27 — в Таллине, 13 — в Киеве).
Чемпионат пропустили многие ведущие советские легкоатлеты, которые были освобождены от олимпийского отбора на основании результатов, которые они показали в начале сезона.
Одно из лучших выступлений соревнований показал прыгун в высоту Геннадий Авдеенко, который выиграл с результатом 2,36 м, несмотря на неровное и мягкое покрытие таллиннского стадиона.
Третьим результатом мирового сезона отметился Леонид Волошин, победивший в прыжке в длину с личным рекордом 8,46 м, улучшив собственное достижение на 37 см. Помимо Волошина ещё шесть финалистов показали прыжки за 8 метров. Среди женщин в этой дисциплине не участвовала новоиспечённая рекордсменка мира Галина Чистякова (7,52 м, 11 июня 1988). В её отсутствие победу одержала Инесса Кравец, которая всего за год улучшила свой результат более чем на полметра (с 6,72 м до 7,27 м). На чемпионате страны она выиграла с прыжком на 7,23 м.
21-летний Григорий Егоров впервые стал чемпионом Советского Союза в прыжке с шестом, взяв 5,85 м с первой попытки, что стало повторением рекорда соревнований. Радион Гатауллин пытался преодолеть высоту 5,90 м, но эти попытки были безуспешными.
Второй результат в мировой истории толкания ядра показала Наталья Лисовская — 22,55 м. Она уступила 8 сантиметров только собственному мировому рекорду (22,63 м).
В киевской части турнира впервые в истории чемпионатов СССР был проведён женский бег с препятствиями. Спортсменки соревновались на дистанции 2000 метров вне конкурса, а победный результат Марины Плужниковой (6.16,41) стал новым всесоюзным достижением.
Михаил Щенников обновил высшее мировое достижение в ходьбе на 20 км (1:19.08), улучшив предыдущий результат восточногерманского ходока Акселя Ноака на 4 секунды. Среди женщин аналогичного успеха добилась Елена Николаева: она установила новый мировой рекорд в ходьбе на 10 000 метров — 43.36,41.
В течение 1988 года в различных городах были проведены также чемпионаты СССР в отдельных дисциплинах лёгкой атлетики:
- 20—21 февраля — зимний чемпионат СССР по спортивной ходьбе (Сочи)
- 26—27 февраля — зимний чемпионат СССР по длинным метаниям (Адлер)
- 28 февраля — чемпионат СССР по кроссу (Баку)
- 29 мая — чемпионат СССР по ходьбе на 50 км (Вильнюс)
- 26 июня — чемпионат СССР по марафону (Таллин)
- 14 августа — чемпионат СССР по бегу на 15 км по шоссе (Курск)
- 9 сентября — чемпионат СССР по ходьбе на 20 км среди женщин (Могилёв)

## Призёры (Таллин)

### Мужчины
| Дисциплина                          | Золото                                                                        | Золото             | Серебро                                                                  | Серебро            | Бронза                                                                                    | Бронза             |
| ----------------------------------- | ----------------------------------------------------------------------------- | ------------------ | ------------------------------------------------------------------------ | ------------------ | ----------------------------------------------------------------------------------------- | ------------------ |
| 100 м (ветер: +1,3 м/с)             | Андрей Разин РСФСР Пермь                                                      | 10,27              | Андрей Федорив Москва                                                    | 10,28              | Владимир Крылов РСФСР Ульяновск                                                           | 10,29              |
| 200 м (ветер: +1,3 м/с)             | Владимир Крылов РСФСР Ульяновск                                               | 20,62              | Алексей Граудынь Москва                                                  | 20,88              | Александр Лысенко Украинская ССР Сумы                                                     | 21,03              |
| 400 м                               | Александр Курочкин Москва                                                     | 46,00              | Вячеслав Кочерягин Латвийская ССР Даугавпилс                             | 46,15              | Николай Чернецкий Москва                                                                  | 46,83              |
| 110 м с барьерами (ветер: +2,0 м/с) | Владимир Шишкин РСФСР Горький                                                 | 13,42              | Сергей Усов Узбекская ССР Ташкент                                        | 13,46              | Игорь Хитряков Казахская ССР Алма-Ата                                                     | 13,49              |
| 400 м с барьерами                   | Александр Васильев Украинская ССР Киев                                        | 49,00              | Герман Петров Ленинград                                                  | 49,40              | Николай Ильченко Таджикская ССР Душанбе                                                   | 49,49              |
| Прыжок в высоту                     | Геннадий Авдеенко Украинская ССР Одесса                                       | 2,36 м             | Сергей Мальченко Москва                                                  | 2,34 м             | Андрей Морозов Ленинград                                                                  | 2,32 м             |
| Прыжок с шестом                     | Григорий Егоров Казахская ССР Алма-Ата                                        | 5,85 м             | Радион Гатауллин Узбекская ССР Ташкент                                   | 5,75 м             | Александр Обижаев Латвийская ССР Рига                                                     | 5,65 м             |
| Прыжок в длину                      | Леонид Волошин РСФСР Краснодар                                                | 8,46 м (+2,0 м/с)  | Василий Соков Москва Таджикская ССР Душанбе                              | 8,18 м (+1,3 м/с)  | Сергей Лаевский Украинская ССР Днепропетровск                                             | 8,08 м (+2,0 м/с)  |
| Тройной прыжок                      | Александр Коваленко Белорусская ССР Минск                                     | 17,47 м (+0,3 м/с) | Игорь Лапшин Белорусская ССР Минск                                       | 17,27 м (+0,2 м/с) | Олег Сакиркин Казахская ССР Чимкент                                                       | 17,23 м (-0,1 м/с) |
| Толкание ядра                       | Сергей Гаврюшин Москва                                                        | 21,39 м            | Сергей Смирнов Ленинград                                                 | 20,69 м            | Михаил Костин Белорусская ССР Могилёв                                                     | 20,44 м            |
| Метание диска                       | Юрий Думчев Москва                                                            | 66,04 м            | Владимир Зинченко Украинская ССР Запорожье                               | 65,96 м            | Игорь Дугинец Ленинград                                                                   | 64,20 м            |
| Метание молота                      | Юри Тамм Украинская ССР Киев                                                  | 82,34 м            | Игорь Никулин Ленинград                                                  | 82,34 м            | Игорь Астапкович Белорусская ССР Гродно                                                   | 81,16 м            |
| Метание копья                       | Виктор Евсюков Казахская ССР Алма-Ата                                         | 79,80 м            | Виктор Зайцев Узбекская ССР Ташкент                                      | 77,70 м            | Николай Косянок Белорусская ССР Гродно                                                    | 76,74 м            |
| Эстафета 4×100 м                    | Казахская ССР · Юрий Язынин · Олег Боров · Владимир Муравьёв · Виталий Савин  | 39,48              | Москва Александр Громыко Алексей Граудынь Вадим Давыдов Владимир Попов   | 40,22              | Украинская ССР · Александр Лысенко · Дмитрий Ваняикин · Николай Разгонов · Виктор Брызгин | 40,28              |
| Эстафета 4×400 м                    | РСФСР · Пётр Ханьжин · Александр Герасимов · Евгений Ломтев · Владимир Просин | 3.06,06            | Ленинград Герман Петров Вадим Колесников Александр Минаков Сергей Куцебо | 3.08,91            | Москва Максим Куприянов Николай Чернецкий Виталий Помазан Александр Курочкин              | 3.08,98            |

### Женщины
| Дисциплина                          | Золото                                                                             | Золото            | Серебро                                                                            | Серебро           | Бронза                                                                                  | Бронза            |
| ----------------------------------- | ---------------------------------------------------------------------------------- | ----------------- | ---------------------------------------------------------------------------------- | ----------------- | --------------------------------------------------------------------------------------- | ----------------- |
| 100 м (ветер: +1,5 м/с)             | Марина Жирова РСФСР Московская область                                             | 11,14             | Галина Мальчугина РСФСР Брянск                                                     | 11,16             | Ольга Золотарёва Москва                                                                 | 11,23             |
| 200 м (ветер: +0,7 м/с)             | Людмила Кондратьева Москва                                                         | 22,65             | Галина Мальчугина РСФСР Брянск                                                     | 22,69             | Майя Азарашвили Грузинская ССР Тбилиси                                                  | 22,70             |
| 400 м                               | Ольга Назарова Москва                                                              | 50,09             | Людмила Джигалова Украинская ССР Харьков                                           | 50,62             | Аэлита Юрченко Украинская ССР Одесса                                                    | 50,86             |
| 100 м с барьерами (ветер: +2,6 м/с) | Наталья Григорьева Украинская ССР Харьков                                          | 12,46             | Людмила Нарожиленко РСФСР Мичуринск                                                | 12,57             | Елена Политика Украинская ССР Харьков                                                   | 12,66             |
| 400 м с барьерами                   | Татьяна Ледовская Белорусская ССР Минск                                            | 55,10             | Татьяна Курочкина Белорусская ССР Минск                                            | 55,37             | Анна Амбразене Литовская ССР Вильнюс                                                    | 56,00             |
| Прыжок в высоту                     | Елена Родина Москва                                                                | 1,94 м            | Ольга Турчак Казахская ССР Алма-Ата                                                | 1,90 м            | не вручалась                                                                            |                   |
| Прыжок в высоту                     | Елена Родина Москва                                                                | 1,94 м            | Людмила Авдеенко Украинская ССР Одесса                                             | 1,90 м            | не вручалась                                                                            |                   |
| Прыжок в длину                      | Инесса Кравец Украинская ССР Киев                                                  | 7,23 м (+2,0 м/с) | Иоланда Чен Москва                                                                 | 7,09 м (+3,7 м/с) | Ниёле Медведева Литовская ССР Вильнюс                                                   | 6,99 м (+3,0 м/с) |
| Толкание ядра                       | Наталья Лисовская Москва                                                           | 22,55 м           | Наталья Ахрименко Ленинград                                                        | 21,42 м           | Валентина Федюшина Москва                                                               | 20,44 м           |
| Метание диска                       | Галина Мурашова Литовская ССР Вильнюс                                              | 67,72 м           | Ирина Ятченко Белорусская ССР Гомель                                               | 66,32 м           | Ирина Хваль Москва                                                                      | 64,04 м           |
| Метание копья                       | Ирина Костюченкова Украинская ССР Харьков                                          | 66,82 м           | Наталья Шиколенко Белорусская ССР Минск                                            | 63,28 м           | Светлана Пестрецова Москва                                                              | 62,82 м           |
| Эстафета 4×100 м                    | Москва Ольга Золотарёва Наталья Помощникова Марина Маркина Людмила Кондратьева     | 43,68             | РСФСР · Татьяна Папилина · Светлана Червякова · Надежда Рощупкина · Наталья Ковтун | 43,85             | Украинская ССР · Наталья Герман · Ирина Слюсарь · Антонина Слюсарь · Наталья Григорьева | 44,56             |
| Эстафета 4×400 м                    | Украинская ССР · Аэлита Юрченко · Мария Пинигина · Марина Середа · Елена Насонкина | 3.25,94           | РСФСР · Вера Сычугова · Марина Харламова · Елена Рузина · Наталья Ковтун           | 3.28,39           | Москва Наталья Дудина Галина Селиванова Елена Голешева Ольга Назарова                   | 3.28,48           |

## Призёры (Киев)

### Мужчины
| Дисциплина             | Золото                                    | Золото      | Серебро                                 | Серебро   | Бронза                                   | Бронза     |
| ---------------------- | ----------------------------------------- | ----------- | --------------------------------------- | --------- | ---------------------------------------- | ---------- |
| 800 м                  | Андрей Судник Белорусская ССР Минск       | 1.46,02     | Андрей Краминский Украинская ССР Херсон | 1.46,79   | Вадим Лаушкин Ленинград                  | 1.46,94    |
| 1500 м                 | Сергей Афанасьев РСФСР Московская область | 3.37,39     | Виктор Калинкин РСФСР Пенза             | 3.37,79   | Игорь Лоторёв Москва                     | 3.39,20    |
| 5000 м                 | Виталий Тищенко Украинская ССР Киев       | 13.41,42    | Олег Стрижаков Грузинская ССР Тбилиси   | 13.41,90  | Фарид Хайруллин Москва                   | 13.42,05   |
| 10 000 м               | Сергей Смирнов РСФСР Андропов             | 28.27,20    | Олег Стрижаков Грузинская ССР Тбилиси   | 28.27,29  | Валерий Абрамов РСФСР Московская область | 28.28,84   |
| 3000 м с препятствиями | Гатис Декснис Латвийская ССР Рига         | 8.33,42     | Айвар Царский Эстонская ССР Тарту       | 8.34,51   | Василий Коромыслов РСФСР Пермь           | 8.34,52    |
| Десятиборье            | Александр Апайчев Украинская ССР Бровары  | 8424 очка   | Игорь Марьин Москва                     | 8364 очка | Михаил Медведь Украинская ССР Киев       | 8330 очков |
| Ходьба на 20 км        | Михаил Щенников Москва                    | 1:19.08 WR* | Евгений Мисюля Белорусская ССР Минск    | 1:19.16   | Виктор Мостовик Молдавская ССР Тирасполь | 1:19.47    |

### Женщины
| Дисциплина                            | Золото                                     | Золото       | Серебро                               | Серебро   | Бронза                                   | Бронза    |
| ------------------------------------- | ------------------------------------------ | ------------ | ------------------------------------- | --------- | ---------------------------------------- | --------- |
| 800 м                                 | Надежда Олизаренко Украинская ССР Одесса   | 1.56,03      | Ирина Подъяловская Москва             | 1.58,44   | Любовь Гурина РСФСР Киров                | 1.58,49   |
| 1500 м                                | Лаймуте Байкаускайте Литовская ССР Вильнюс | 4.00,66      | Светлана Китова Москва                | 4.01,02   | Любовь Кремлёва РСФСР Московская область | 4.02,41   |
| 3000 м                                | Наталья Артёмова Ленинград                 | 8.42,19      | Елена Романова РСФСР Волгоград        | 8.42,44   | Регина Чистякова Литовская ССР Вильнюс   | 8.43,09   |
| 10 000 м                              | Людмила Матвеева РСФСР Уфа                 | 31.38,02     | Ольга Бондаренко РСФСР Волгоград      | 31.38,63  | Елена Жупиёва Украинская ССР Харьков     | 31.40,88  |
| 2000 м с препятствиями (вне конкурса) | Марина Плужникова РСФСР Горький            | 6.16,41      | Елена Краснова Молдавская ССР Кишинёв | 6.24,18   | Ирина Матросова Узбекская ССР Бухара     | 6.29,71   |
| Семиборье                             | Ремигия Сабловскайте Литовская ССР Вильнюс | 6566 очков   | Марианна Масленникова Ленинград       | 6474 очка | Ирина Матюшева Украинская ССР Киев       | 6424 очка |
| Ходьба на 10 000 м                    | Елена Николаева РСФСР Чебоксары            | 43.36,41 WR* | Надежда Ряшкина РСФСР Череповец       | 44.07,97  | Вера Маколова РСФСР Саранск              | 44.08,30  |

## Зимний чемпионат СССР по спортивной ходьбе
Зимний чемпионат СССР по спортивной ходьбе прошёл 20—21 февраля в Сочи.

### Мужчины
| Дисциплина      | Золото                               | Золото    | Серебро                                 | Серебро   | Бронза                                 | Бронза    |
| --------------- | ------------------------------------ | --------- | --------------------------------------- | --------- | -------------------------------------- | --------- |
| Ходьба на 20 км | Алексей Першин РСФСР Куйбышев        | 1:20.39,3 | Валдас Казлаускас Литовская ССР Каунас  | 1:20.48,6 | Франц Костюкевич Белорусская ССР Минск |           |
| Ходьба на 30 км | Евгений Мисюля Белорусская ССР Минск | 2:08.40,2 | Сергей Цымбалюк Украинская ССР Черкассы | 2:10.06,7 | Виталий Попович Украинская ССР Бровары | 2:10.14,3 |

### Женщины
| Дисциплина      | Золото                             | Золото   | Серебро                         | Серебро  | Бронза                          | Бронза   |
| --------------- | ---------------------------------- | -------- | ------------------------------- | -------- | ------------------------------- | -------- |
| Ходьба на 10 км | Светлана Кабуркина РСФСР Чебоксары | 44.25,31 | Елена Николаева РСФСР Чебоксары | 44.32,76 | Елена Родионова РСФСР Челябинск | 44.59,31 |

## Зимний чемпионат СССР по длинным метаниям
Зимний чемпионат СССР по длинным метаниям прошёл 26—27 февраля в Адлере на стадионах «Трудовые резервы» и ВДФСО Профсоюзов. Юрий Рыбин впервые в карьере отправил копьё за 80 метров (81,28 м), благодаря чему одержал первую победу на чемпионате страны.

### Мужчины
| Дисциплина     | Золото                                | Золото  | Серебро                                    | Серебро | Бронза                                       | Бронза  |
| -------------- | ------------------------------------- | ------- | ------------------------------------------ | ------- | -------------------------------------------- | ------- |
| Метание диска  | Вацлавас Кидикас Литовская ССР Каунас | 66,86 м | Владимир Зинченко Украинская ССР Запорожье | 65,56 м | Дмитрий Ковцун Украинская ССР Киев           | 65,10 м |
| Метание молота | Сергей Алай Белорусская ССР Минск     | 78,52 м | Беньяминас Вилуцкис Литовская ССР Клайпеда | 78,22 м | Сергей Дорожон Украинская ССР Днепропетровск | 77,94 м |
| Метание копья  | Юрий Рыбин РСФСР Липецк               | 81,28 м | Николай Косянок Белорусская ССР Гродно     | 80,20 м | Олег Пахоль РСФСР Волгоград                  | 79,86 м |

### Женщины
| Дисциплина    | Золото                                    | Золото  | Серебро                                 | Серебро | Бронза                      | Бронза  |
| ------------- | ----------------------------------------- | ------- | --------------------------------------- | ------- | --------------------------- | ------- |
| Метание диска | Ольга Давыдова РСФСР Волгоград            | 64,38 м | Галина Мурашова Литовская ССР Вильнюс   | 63,96 м | Татьяна Белова РСФСР Омск   | 61,48 м |
| Метание копья | Наталья Ермолович Белорусская ССР Могилёв | 63,04 м | Наталья Шиколенко Белорусская ССР Минск | 61,38 м | Елена Безденежных Ленинград | 61,36 м |

## Чемпионат СССР по кроссу
Чемпионат СССР по кроссу 1988 года состоялся 28 февраля в Баку.

### Мужчины
| Дисциплина  | Золото                          | Золото | Серебро                         | Серебро | Бронза                                | Бронза |
| ----------- | ------------------------------- | ------ | ------------------------------- | ------- | ------------------------------------- | ------ |
| Кросс 12 км | Евгений Жеребин РСФСР Челябинск | 35.56  | Андрей Кузнецов РСФСР Хабаровск | 36.00   | Равиль Кашапов РСФСР Набережные Челны | 36.02  |

### Женщины
| Дисциплина | Золото                   | Золото | Серебро                    | Серебро | Бронза                               | Бронза |
| ---------- | ------------------------ | ------ | -------------------------- | ------- | ------------------------------------ | ------ |
| Кросс 5 км | Марина Родченкова Москва | 16.17  | Людмила Матвеева РСФСР Уфа | 16.18   | Раиса Смехнова Белорусская ССР Минск | 16.19  |

## Чемпионат СССР по ходьбе на 50 км
Чемпионы страны в ходьбе на 50 км среди мужчин определились 29 мая 1988 года в литовском Вильнюсе.

### Мужчины
| Дисциплина      | Золото                           | Золото  | Серебро                                   | Серебро | Бронза                              | Бронза  |
| --------------- | -------------------------------- | ------- | ----------------------------------------- | ------- | ----------------------------------- | ------- |
| Ходьба на 50 км | Вячеслав Иваненко РСФСР Кемерово | 3:44.01 | Александр Поташёв Белорусская ССР Витебск | 3:45.11 | Виталий Попович Украинская ССР Киев | 3:46.30 |

## Чемпионат СССР по марафону
Чемпионат СССР по марафону состоялся 26 июня 1988 года в Таллине. Чемпионка среди женщин Татьяна Половинская всего 5 секунд проиграла времени всесоюзного достижения (2:27.57), установленного годом ранее Зоей Ивановой.

### Мужчины
| Дисциплина | Золото                        | Золото  | Серебро                              | Серебро | Бронза                      | Бронза  |
| ---------- | ----------------------------- | ------- | ------------------------------------ | ------- | --------------------------- | ------- |
| Марафон    | Яков Толстиков РСФСР Кемерово | 2:14.29 | Николай Табак Украинская ССР Винница | 2:15.12 | Юрий Поротов РСФСР Кемерово | 2:16.16 |

### Женщины
| Дисциплина | Золото                                         | Золото  | Серебро                                    | Серебро | Бронза                                      | Бронза  |
| ---------- | ---------------------------------------------- | ------- | ------------------------------------------ | ------- | ------------------------------------------- | ------- |
| Марафон    | Татьяна Половинская Украинская ССР Симферополь | 2:28.02 | Екатерина Храменкова Белорусская ССР Минск | 2:30.27 | Ирина Ягодина Украинская ССР Днепропетровск | 2:32.30 |

## Чемпионат СССР по бегу на 15 км по шоссе
Чемпионат СССР по бегу на 15 км по шоссе прошёл 14 августа 1988 года в Курске, РСФСР.

### Мужчины
| Дисциплина | Золото                             | Золото | Серебро                          | Серебро | Бронза                               | Бронза |
| ---------- | ---------------------------------- | ------ | -------------------------------- | ------- | ------------------------------------ | ------ |
| 15 км      | Виктор Гураль Украинская ССР Львов | 45.28  | Геннадий Темников РСФСР Улан-Удэ | 45.29   | Николай Табак Украинская ССР Винница | 45.32  |

### Женщины
| Дисциплина | Золото                                      | Золото | Серебро                                    | Серебро | Бронза                             | Бронза |
| ---------- | ------------------------------------------- | ------ | ------------------------------------------ | ------- | ---------------------------------- | ------ |
| 15 км      | Ирина Ягодина Украинская ССР Днепропетровск | 50.09  | Екатерина Храменкова Белорусская ССР Минск | 50.10   | Наталья Соломинская РСФСР Улан-Удэ | 50.34  |

## Чемпионат СССР по ходьбе на 20 км среди женщин
В 1988 году впервые был проведён женский чемпионат страны по ходьбе на дистанции 20 км. Соревнования состоялись 9 сентября в Могилёве, Белорусская ССР. Надежда Ряшкина из Вологды в дебютном старте установила высшее европейское достижение — 1:32.33

### Женщины
| Дисциплина      | Золото                          | Золото  | Серебро                     | Серебро | Бронза                      | Бронза  |
| --------------- | ------------------------------- | ------- | --------------------------- | ------- | --------------------------- | ------- |
| Ходьба на 20 км | Надежда Ряшкина РСФСР Череповец | 1:32.33 | Вера Маколова РСФСР Саранск | 1:34.03 | Ольга Осыка РСФСР Краснодар | 1:35.42 |